# Breathing (Kate Bush)
Breathing è il primo singolo della cantante inglese Kate Bush tratto dall'album del 1980 Never for Ever e pubblicato quattro mesi in anticipo rispetto all'album. Nel brano compare Roy Harper ai cori.

## Il brano
Breathing, come dichiarato dalla Bush in un'intervista dell'epoca, tratta il tema del disastro post nucleare, e nel videoclip l'artista simula la vita prenatale all'interno dell'utero materno, con un tragico esito: la donna e il feto muoiono infatti per effetto delle radiazioni. Il pezzo è inoltre caratterizzato da nuovi arrangiamenti e sonorità rispetto ai singoli precedenti e l'atmosfera pare ispirata a The Wall dei Pink Floyd, in particolare al terzo lato dell'album
Kate definì Breathing la sua "piccola sinfonia" ed il suo pezzo migliore fino ad allora
The Empty Bullring è un brano particolarmente orecchiabile, il primo di tanti b-sides a non essere incluso nell'album.

## Versioni
- 14 aprile 1980 – Kate Bush, Breathing, 45gg, EMI EMI 5058, Regno Unito, prodotto da Kate Bush[3]. Questa versione contiene i brani seguenti:

1. "Breathing" – 5:28 (versione singolo)
2. "The Empty Bullring" – 2:14.

## Classifiche
| Classifica (1980) | Posizione massima |
| ----------------- | ----------------- |
| Belgio            | 25                |
| Paesi Bassi       | 44                |
| Regno Unito       | 16                |